# Кулиното
Кулиното е малък ски курорт над град Разлог в Пирин, България.
Намира се в едноименната местност на северен склон в северен Пирин, в долината на река Кулина, приток на река Еловица, на 1400 m надморска височина. Кулиното се намира на 12 km от Разлог и на 2 km от местността Предела. Наоколо има вековна букова гора. Ски пистата е изградена от ентусиасти на доброволни начала през 80-те години на XX век.